# Januaraufstand

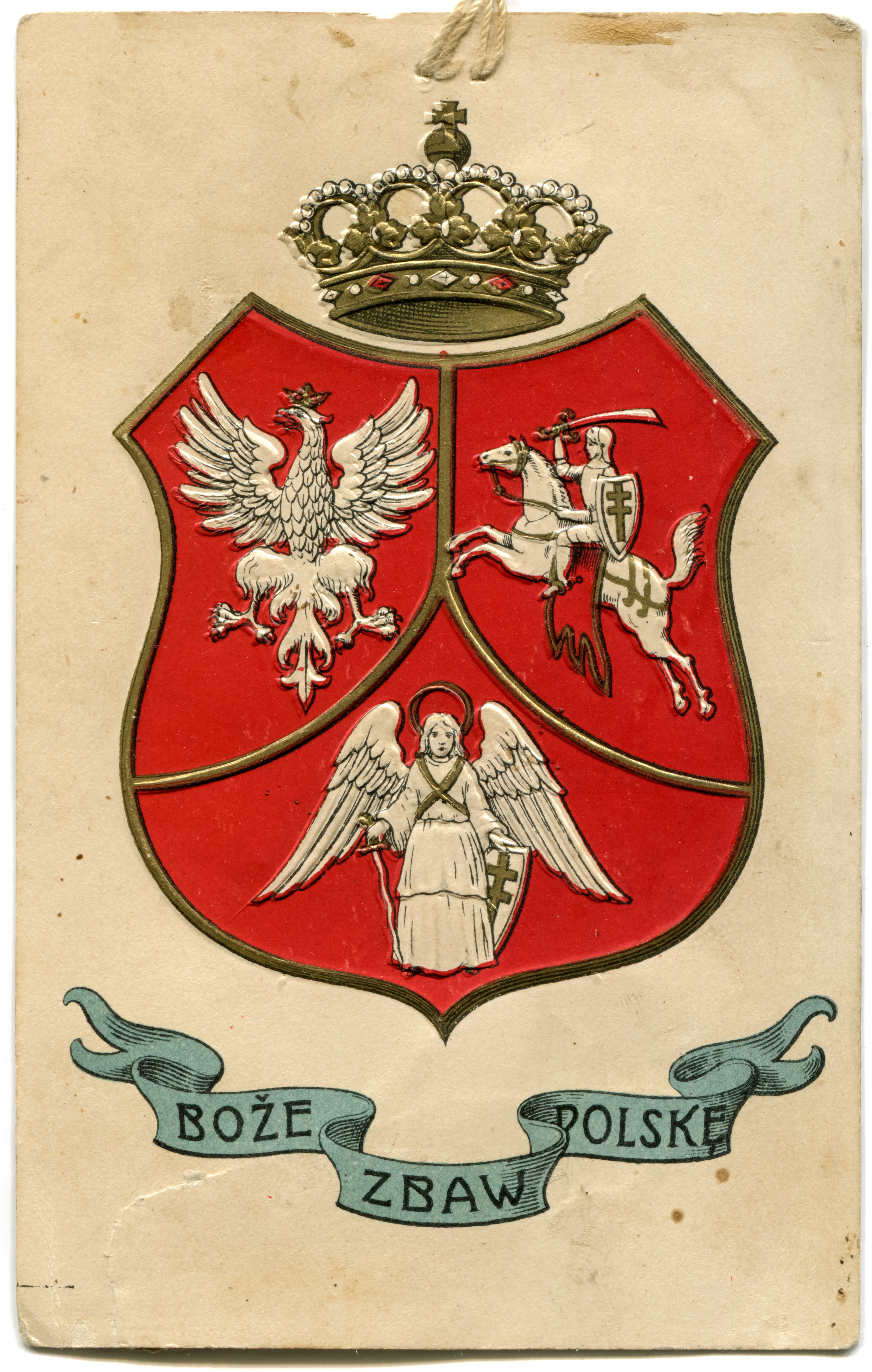
Das Wappen des Januaraufstands: Der weiße Adler steht für die Polen, der weiße Reiter für die Litauer und Erzengel Michael für die Ruthenen.

Als Januaraufstand (polnisch powstanie styczniowe) wird eine vor allem gegen die russische Teilungsmacht gerichtete polnische Erhebung in Kongresspolen sowie in litauisch-belarussischen Gouvernements des Russischen Kaiserreichs in den Jahren 1863/64 bezeichnet. Der Aufstand, dem sich auch Teile des Bürgertums und Bauern anschlossen, wurde hauptsächlich von den adligen Schichten geführt. Der Kampf der schlecht ausgerüsteten Aufständischen, die trotz Sympathien in England und Frankreich keinen militärischen Beistand gegen die kaiserlich-russischen Truppen erhielten, wurde vor allem als Partisanenkrieg geführt. Trotz einiger Erfolge wurde der Aufstand brutal niedergeschlagen, auch weil es nicht gelang, ähnlich wie zu Zeiten des Novemberaufstands 1830/31, die große Masse der Bauern für den Aufstand zu gewinnen. In der Folge wurden sämtliche polnischen Sonderrechte aufgehoben, und es begann eine Politik der verstärkten Russifizierung.

## Vorgeschichte

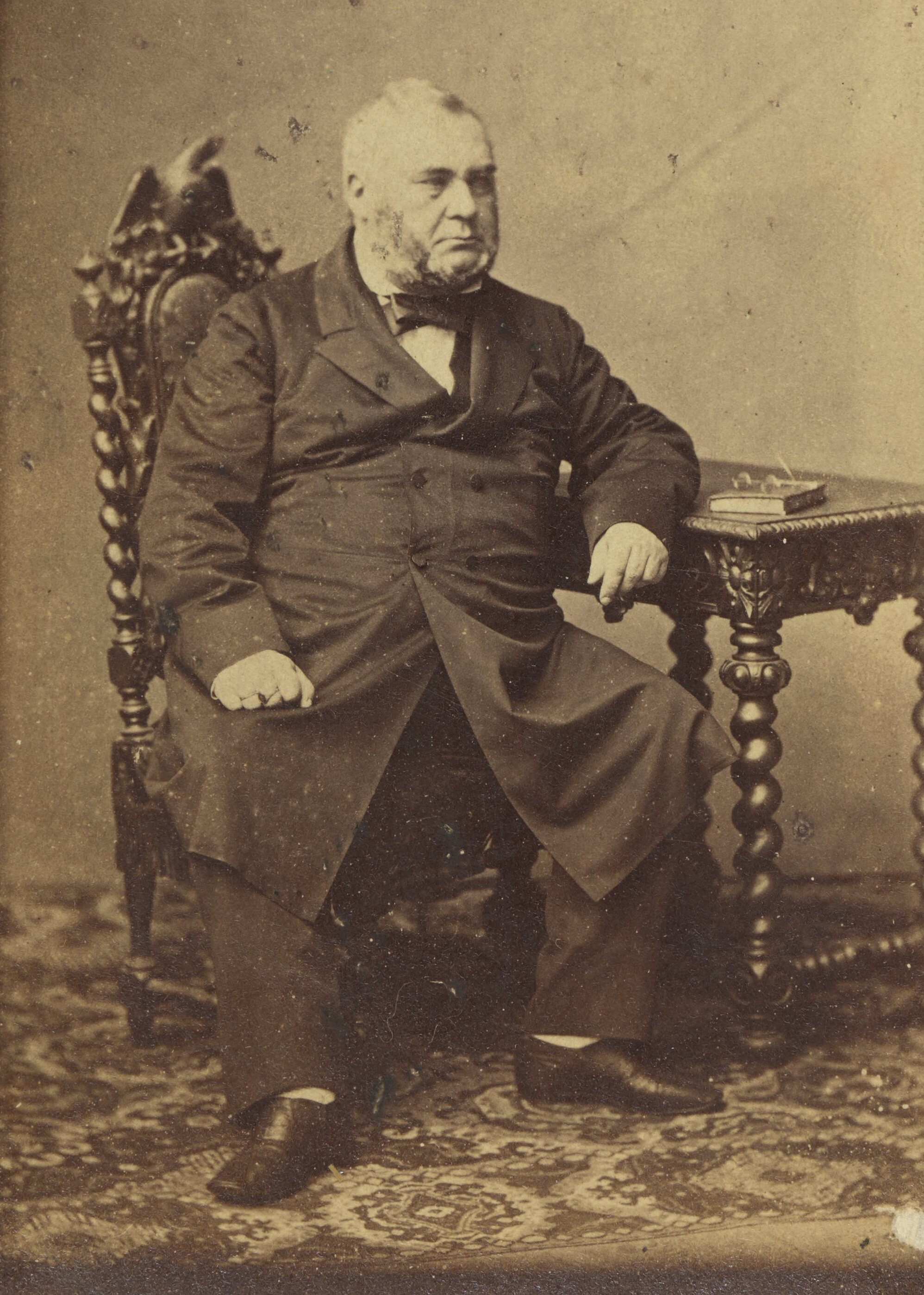
Alexander Graf Wielopolski

Nach der Niederlage im Novemberaufstand 1830/31 und der kurzen Hoffnung des „Sturmjahres“ 1848 (vgl. Märzrevolution) machte sich in weiten Kreisen patriotisch bewusster Polen eine politische Depression breit. Daneben trat aber auch das Bestreben, durch Aufklärungs- und Bildungsarbeit den Prozess der Entstehung einer neuen, von einem gebildeten Mittelstand getragenen Nationsgesellschaft nach Kräften zu fördern und sich nicht in Konspiration und heroischem Kampf, sondern im Alltag nationaler und wirtschaftlicher Auseinandersetzungen zu bewähren.
Eine politisch neue Situation schien mit dem Krimkrieg Mitte der 1850er Jahre entstanden zu sein. Die Hoffnung, dass der Krieg von Großbritannien und Frankreich gegen Russland zu Veränderungen auch für Polen führen würde, erfüllte sich indes nicht. Auch erwies sich die polnische Diaspora als zerstritten. Nach dem Krimkrieg kam es auch im russisch besetzten Polen unter dem neuen Zaren Alexander II. zu Reformen. Dazu gehörten politische Gesten wie die Freilassung politischer Gefangener. Polen wurden für den Verwaltungsdienst zugelassen und 1857 wurde eine medizinische Hochschule in Warschau gegründet. Diese wurde bald zum Zentrum der jungen Intellektuellen des Landes. Die oppositionell gesinnten Kräfte begannen sich in die revolutionären „Roten“ und die eher liberal-gemäßigten „Weißen“ zu differenzieren. Eine größere Basis als diese Kreise hatte eine Agrargesellschaft (Towarzystwo Rolnicze) mit 4000 Mitgliedern und Gliedorganisationen in zahlreichen Gebieten unter Leitung des eher konservativen Magnaten Andrzej Artur Zamoyski. Im Jahr 1859 forderte der Kaiser den polnischen Adel auf, Vorschläge für Agrarreformen zu unterbreiten. In diesem Zusammenhang gewann Aleksander Wielopolski an Einfluss.

## Verschärfung der Lage

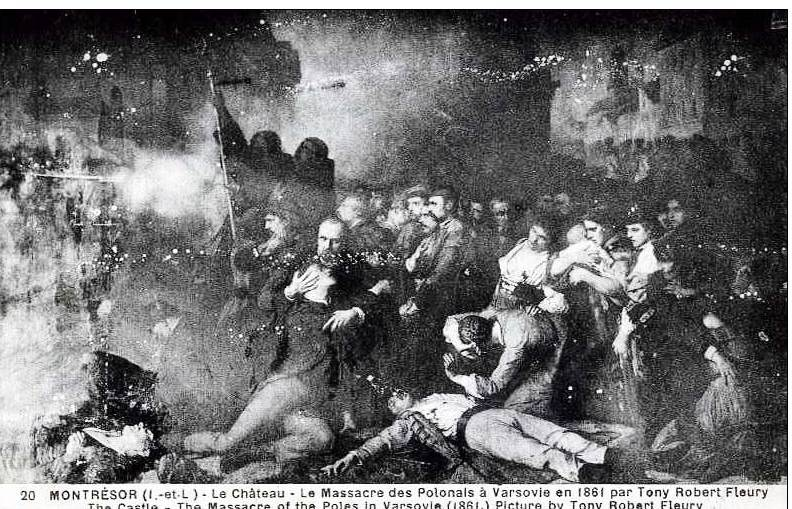
„Das Massaker von Warschau 1861“ (von Tony Robert-Fleury)

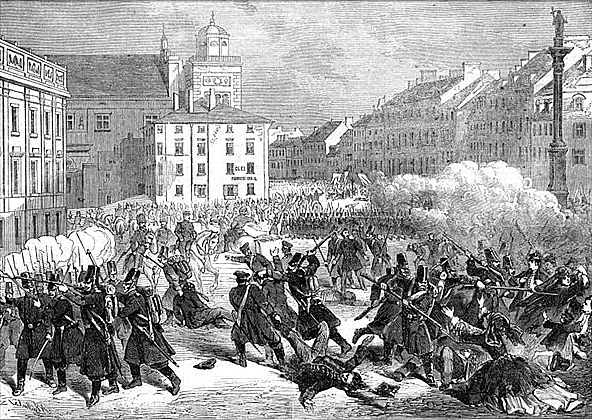
Russische Infanterie schießt 1861 auf polnische Zivilisten auf dem Schlossplatz zu Warschau.

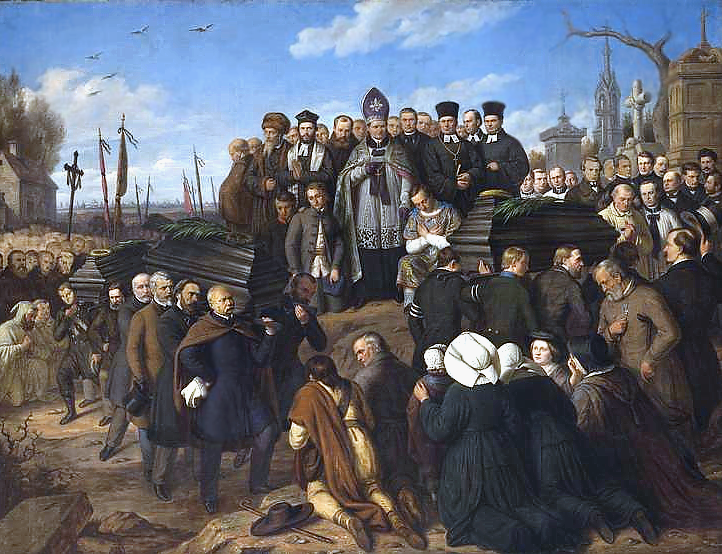
Begräbnis von Opfern der Demonstrationen in Warschau von 1861

Die wirtschaftliche Situation im russisch besetzten Polen war vergleichsweise günstig, und eine aus der Not heraus geborene revolutionäre Situation bestand nicht. In Warschau gewannen allerdings die Diskussionen unter den Studenten mit ihrer Mischung aus romantischer Schwärmerei und polnischem Nationalismus an Bedeutung. Hinzu kam die Diskussion um die Landreform. Teilweise wurden auch politische Forderungen etwa nach einer Autonomie artikuliert.
Nach einer Reihe von religiös-nationalen Feiern (z. B. einem Trauergottesdienst anlässlich der 30-Jahr-Feier des Novemberaufstandes) wurden am 25. Februar 1861 (Jahrestag der Schlacht bei Grochów) und am 27. Februar Massendemonstrationen veranstaltet. Diese sollten die Agrarische Gesellschaft, die zu diesem Zeitpunkt ihre Jahresversammlung abhielt, zu raschen Entschlüssen bezüglich der – in Russland gleichzeitig, am 19. Februarjul. / 3. März 1861greg., verkündigten – Bauernbefreiung veranlassen. Bei der Demonstration wurden fünf Personen durch Schüsse der Kosaken getötet, was die nationale Erregung weiter verstärkte.
Auf der anderen Seite suchte Alexander II. einen größeren Konflikt in Polen zu vermeiden. Denn die politisch tonangebende Schicht in Russland (Adel und höhere Beamte) war mit den Auseinandersetzungen über die von Alexander II. verfügte „Große Reform“ der Bauernbefreiung befasst. Diese hob die Leibeigenschaft auf und veränderte zugleich die Agrarverfassung und damit eine Grundlage des Zusammenlebens auf den Dörfern und in den Gutsbezirken. Er reagierte mit Zugeständnissen, hob aber auch die Agrargesellschaft auf.
Aleksander Wielopolski wurde zum Leiter eines neuen Departements für Unterricht und Kultus ernannt. Auf diesen ging auch die Wiedereröffnung der Universität Warschau zurück. Es wurden ein Staatsrat und polnische Selbstverwaltungsorgane (so in Warschau die Delegacja Miejska) eingeführt. Allerdings führte die Nähe Wielopolskis zu den Russen dazu, dass er sich von den anderen politischen Kräften und der polnischen Öffentlichkeit entfernte.
Neue Demonstrationen, deren Unterdrückung zahlreiche Todesopfer forderte, verschärften die Gegensätze. Es kam über bisherige soziale und religiöse Grenzen zum Wachsen einer nationalen Stimmung. So hatten sich auch die Juden für ein Zusammengehen mit den Polen ausgesprochen. Am 8. April 1861 kam es erneut zu einer großen Demonstration, in deren Verlauf mehr als hundert Menschen getötet wurden. Die Lage spitzte sich weiter zu, weil der neue Vizekönig Graf Karl Lambert verstärkt auf die militärische Karte setzte. Damit verlor Wielopolski weiter an Rückhalt. Vor dem wachsenden Druck gewannen die Kirchen an Bedeutung. Bei der Beisetzung von Erzbischof Antoni Melchior Fijałkowski kam es zu neuen Kundgebungen, was zur Verhängung des Kriegsrechts führte. Die Soldaten drangen sogar in die Kirchen ein und verhafteten Tausende von Personen. Wielopolski protestierte dagegen. Damit büßte er auch bei den Russen an Vertrauen ein. Unter Bewachung ließ ihn Alexander II. zur Berichterstattung kommen. Während Wielopolski für mehrere Monate in Russland war, verschärfte sich die antirussische Stimmung in Warschau weiter.
Sowohl die gemäßigte Seite um Zamoyski wie auch die radikaleren Kräfte begannen Untergrundorganisationen aufzubauen. Es existierte ein Aktionskomitee, das auch die Verbindung mit den Emigranten aufrechterhielt. Nach der Rückkehr Wielopolskis konnte dieser seine Position noch einmal stabilisieren und agierte unter dem neuen Vizekönig Konstantin Nikolajewitsch Romanow fast wie der Chef der polnischen Verwaltung. Es kam zu einer Reihe weiterer Zugeständnisse wie der Einrichtung einer polnischen Verwaltung, einem Ausbau der Universität, der Erklärung der Gleichberechtigung der Juden und der Ankündigung einer Landreform. Der Konflikt mit der katholischen Kirche wurde beigelegt. Allerdings wurde der gemäßigte Zamoyski des Landes verwiesen. Dadurch gewannen die Radikalen („Die Roten“) weiter an Einfluss. Im Sommer 1862 wurde das Aktionskomitee in ein Nationales Zentralkomitee (Komitet Centralny Narodowy) umgewandelt. Dieses betrachtete sich als Untergrundregierung. Es begann im November mit der Planung eines großen Aufstandes.

## Ausbruch des Aufstandes

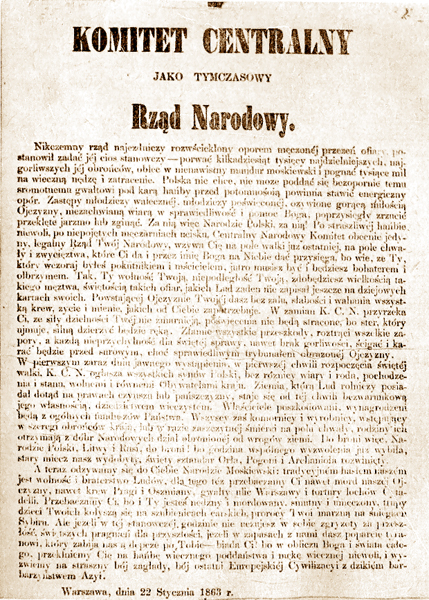
Manifest des Zentralkomitees vom 22. Januar 1863

Ein großes Problem war, dass die Polen militärisch unzureichend vorbereitet waren und kaum über Waffen verfügten. Der Versuch, im Ausland Waffen zu kaufen, scheiterte. Die Verschwörer sahen sich zudem zum Losschlagen gezwungen, als Wielopolski eine große Einberufung (polnisch „Branka“) von 10.000 der Konspiration verdächtigten jungen Polen zum russischen Militärdienst, der 15 Jahre dauerte, für Januar 1863 auf Basis von Namenslisten ankündigte, um so möglichst viele potenzielle Aufständische loszuwerden. Die radikalen Kräfte setzten durch, dass der Aufstand vor diesem Hintergrund, trotz der erst mangelhaften Vorbereitung, beginnen sollte.
Der am 22. Januar 1863 ausbrechende Aufstand unterschied sich grundlegend vom Novemberaufstand, denn die Aufständischen verfügten weder über ausgebildete Verbände noch über genügend Waffen noch über eine klare militärische Führung. Das Nationalkomitee ließ ein Manifest verbreiten, das die Völker des alten polnisch-litauischen Reiches, also Polen, Ukrainer und Litauer, zum Aufstand aufrief. Den Bauern sollte das von ihnen bebaute Land gehören, und den Landlosen wurde Land aus Staatsbesitz versprochen. In einem weiteren Manifest wandte man sich an die Juden und versprach die Gleichberechtigung.
Noch bevor es zu einem organisierten Vorgehen kam, überfielen bäuerliche Aufständische spontan die Garnisonen der Russen. Der zum Oberbefehlshaber und Diktator vorgesehene Ludwik Mierosławski wurde, als er Mitte Februar vom Kujawien aus mit einer kleinen Schar vorzudringen versuchte, sofort geschlagen, musste sich nach wenigen Tagen zurückziehen und konnte seine Funktion nie ausüben. Sein Nachfolger wurde Marian Langiewicz, der nur wenige Wochen im Amt war. Von Juni bis September amtierte die Nationalregierung von Karol Majewski.

## Verlauf

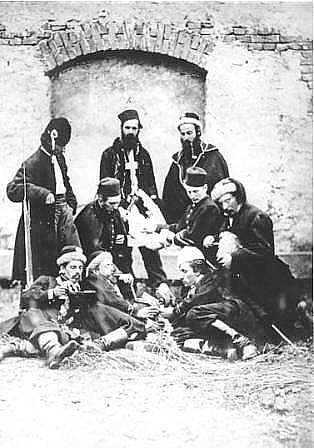
Fotografie von Teilnehmern des Aufstandes aus dem Jahr 1863

Zu einer wirklichen allgemeinen Erhebung kam es nicht. Gleichwohl reichte die Bewegung weit über das Königreich Polen hinaus. Ergriffen wurden Teile der heutigen Ukraine, Belarus und Litauen. Aus der preußischen Provinz Posen und dem österreichischen Galizien kam Hilfe. Die Polen kamen auf nicht mehr als ca. 30.000 Mann, die gleichzeitig kämpften. Aber über den gesamten Zeitraum der Kämpfe zusammen genommen, waren daran mehr als 200.000 Mann beteiligt. Ein entscheidendes Problem war, dass die Aufständischen die Stadt Warschau nicht unter ihre Kontrolle bekommen konnten. Es fehlte damit ein Zentrum, und die nationale Regierung war gezwungen, im Land hin und her zu ziehen. Allerdings gelang es, in Warschau eine Art Untergrundverwaltung zu organisieren. Diese verfügte über eigene Post- und Eisenbahnverbindungen sowie eine Polizei.
Auch wenn Großbritannien, Frankreich und Österreich die Wiederherstellung der Verfassung von 1815 forderten, übte dies keinen Einfluss auf die russische Haltung aus. Allerdings führte dies dazu, dass sich auch immer mehr gemäßigte Weiße dem Aufstand anschlossen. Der neue preußische Ministerpräsident Otto von Bismarck schloss in seinem Machtkalkül mit Russland die Alvenslebensche Konvention ab, die besagte, dass es den Truppen beider Seiten erlaubt sein sollte, zur Verfolgung polnischer Aufständischer vorübergehend die Grenzen zu überschreiten. Bismarck, der im polnischen Aufstand eine Gefahr für die territoriale Integrität der östlichen Provinzen des Königreichs Preußen gesehen hatte, war der Ansicht, dass Preußen ein natürlicher Gegner der autonomen nationalen Entwicklung des Königreichs Polen bleiben müsse.
Die russische Armee, die gegen die Aufständischen eingesetzt wurde, war etwa 300.000 Mann stark. Es kam nicht zu Schlachten und großen militärischen Operationen wie 1830/31 und im April/Mai 1848, sondern lediglich zu kleinen Gefechten und einem immer neu aufflackernden Partisanenkampf, meist in unübersichtlichen Waldgebieten. Die Aufständischen konnten nach hohen Verlusten zu Beginn den Russen im weiteren Verlauf der Kämpfe verschiedentlich empfindliche Niederlagen beibringen, und sie beherrschten zeitweilig auch einige kleine Städte. Ernsthaft gefährden konnten die Polen die militärische Übermacht der Russen aber nie. Seit Sommer 1863 hatte als neuer Statthalter der General Friedrich Wilhelm Rembert von Berg das Kommando. Er ging mit Härte gegen die Aufständischen vor. Es wurden Todesurteile verhängt, Güter wurden eingezogen und es kam zu Verbannungen nach Sibirien.
In belarussischen Gebieten sahen die Aufständischen kaum Unterstützung durch die orthodoxe Landbevölkerung. Andererseits versuchte die russische Regierung die orthodox-bäuerlichen Unterschichten gegen den polnischen Adel, der erneut seine Illoyalität gezeigt hatte, auszuspielen. Der daraufhin einsetzende aufständische Terror gegen die einfachen Belarussen verstärkte deren Ablehnung des Aufstands erheblich, so dass die Bauern selbst Partisanenverbände gegen die polnische Szlachta bildeten und die russische Staatsmacht mit der Gefangennahme und Auslieferung von Aufständischen unterstützten.
Im Winter 1863/64 sammelte der ehemalige Offizier Romuald Traugutt als Diktator noch einmal die polnischen Kräfte. Mit seiner Verhaftung im April 1864 war der Aufstand nach 15 Monaten beendet. Eine letzte Partisanengruppe unter dem Priester Stanisław Brzóska wurde erst im Dezember 1864 zerschlagen.

## Folgen
Die russische Reaktion auf den Januaraufstand folgte dem Szenario von 1831. In Kongresspolen und den russischen „Westprovinzen“ wurden etwa 400 Aufständische hingerichtet, etwa 2.500 zur Zwangsarbeit verurteilt (darunter der 1991 heiliggesprochene Raphael Kalinowski) und 20.000 nach Sibirien oder in andere Teile Russlands deportiert. Tausende von Adelsfamilien wurden enteignet und verarmten (etwa 3.500 Güter polnischer Adeliger wurden eingezogen). Außerdem wurden hohe Sonderabgaben erzwungen. Die russische Polenpolitik der folgenden Jahrzehnte verfolgte das Ziel, die polnische Frage durch Repression und Zwangsintegration mit dem Russischen Reich ein für alle Mal zu lösen. Wie schon beim Ausbruch des Novemberaufstands 1830 fand sie Unterstützung bei der Mehrheit der gehobenen russischen Öffentlichkeit, die von einer neuen Welle der Polenfeindschaft erfasst wurde. Das politische Leben wurde fast gänzlich unterdrückt. Der Name Königreich Polen wurde durch die Bezeichnung „Weichselland“ ersetzt. An die Stelle von Vizekönigen traten Generalgouverneure mit großen Vollmachten. Die polnischen Verwaltungsinstitutionen wurden aufgelöst, und russische Beamte verwalteten nunmehr das Land. Lediglich der Code Napoléon blieb von der früheren Ordnung in Kraft. Selbst gegen die katholische Kirche ging die Regierung des Zaren streng vor. Zahlreiche Bischofssitze waren über längere Zeit vakant. Die unierte Kirche wurde der russisch-orthodoxen Kirche unterstellt. Die Lehrpläne der Schulen und Hochschulen wurden denen in Russland angepasst. Unterrichtet wurde nunmehr bis auf das Fach Religion auf Russisch. Diese Schwächung des Bildungssystems hatte zur Folge, dass die Analphabetenquote auf 70 Prozent stieg. Außerdem folgte der Niederlage eine neue Emigrationswelle. Zu einem der Zentren der polnischen Emigration wurde Dresden.

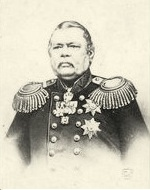
Generalgouverneur Murawjow-Wilenski

Ähnlich war die Reaktion in Belarus und Litauen. Nach dem Januaraufstand entfernte Gouverneur Michail Murawjow-Wilenski das bis dato gesellschaftlich dominierende polnische Element aus der Verwaltung und dem Bildungswesen und übertrug dessen Landbesitz an die überwiegend orthodoxe bäuerliche Bevölkerung. Es wurden große Anstrengungen unternommen, um der ostslawischen Bevölkerung nach Jahrhunderten der erzwungenen Polonisierung der Eliten nachhaltig das Bewusstsein der eigenen Kultur und Geschichte zurückzugeben. Es wurde eine Kommission zur Aufarbeitung alter Dokumente und Chroniken eingesetzt, orthodoxe Kirchen und Schulen wurden gebaut. Auf der Basis der damals vorherrschenden Vorstellung vom dreieinigen russischen Volk wurde die Politik der Russifizierung als Wiederbelebung und Stärkung der regionalen russischen (belarussischen und kleinrussischen Identität) verstanden. Als Generalgouverneur von Wilna setzte Murawjow 1864 auch ein Verbot der lateinischen Schrift und des Drucks litauischer Texte durch. Das Verbot wurde erst 1904 aufgehoben.

## Filme
- Rok 1863 (Das Jahr 1863, POL 1922, Regie: Edward Puchalski), nach dem Roman Der getreue Strom von Stefan Żeromski
- Wierna rzeka (Der getreue Strom, POL 1936, Regie: Leonard Buczkowski), nach dem gleichnamigen Roman von Stefan Żeromski
- Wierna rzeka (POL 1983, Regie: Tadeusz Chmielewski)

## Galerie

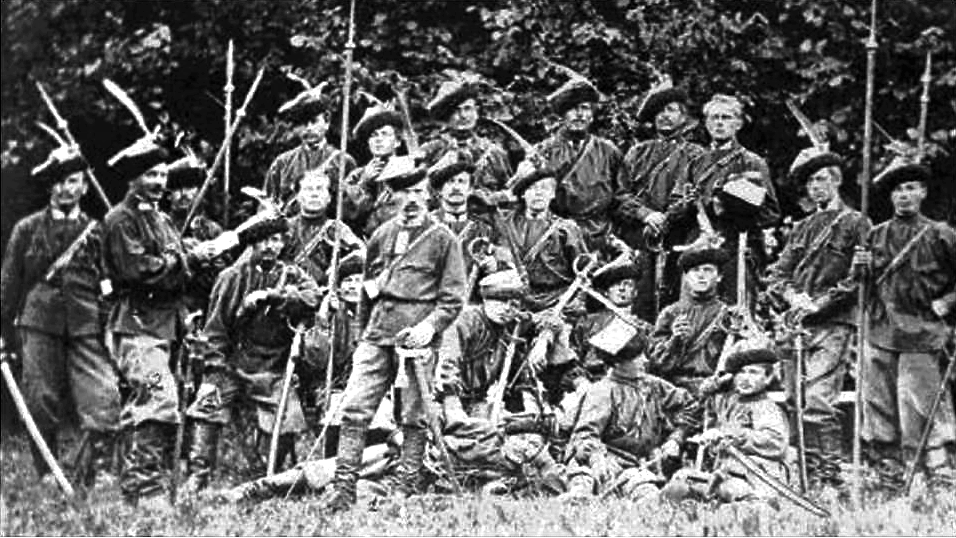
Polnische Aufständische von Ignacy Drewnowski 1863
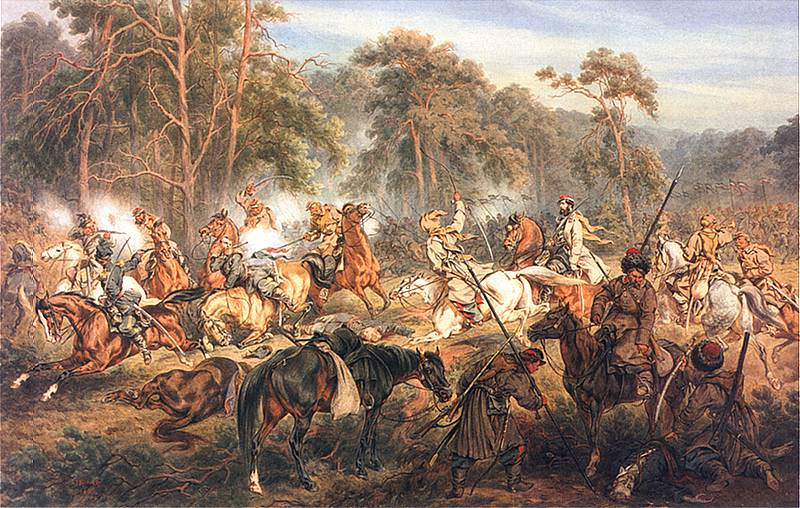
Gefecht bei Ignacewo am 8. Mai 1863
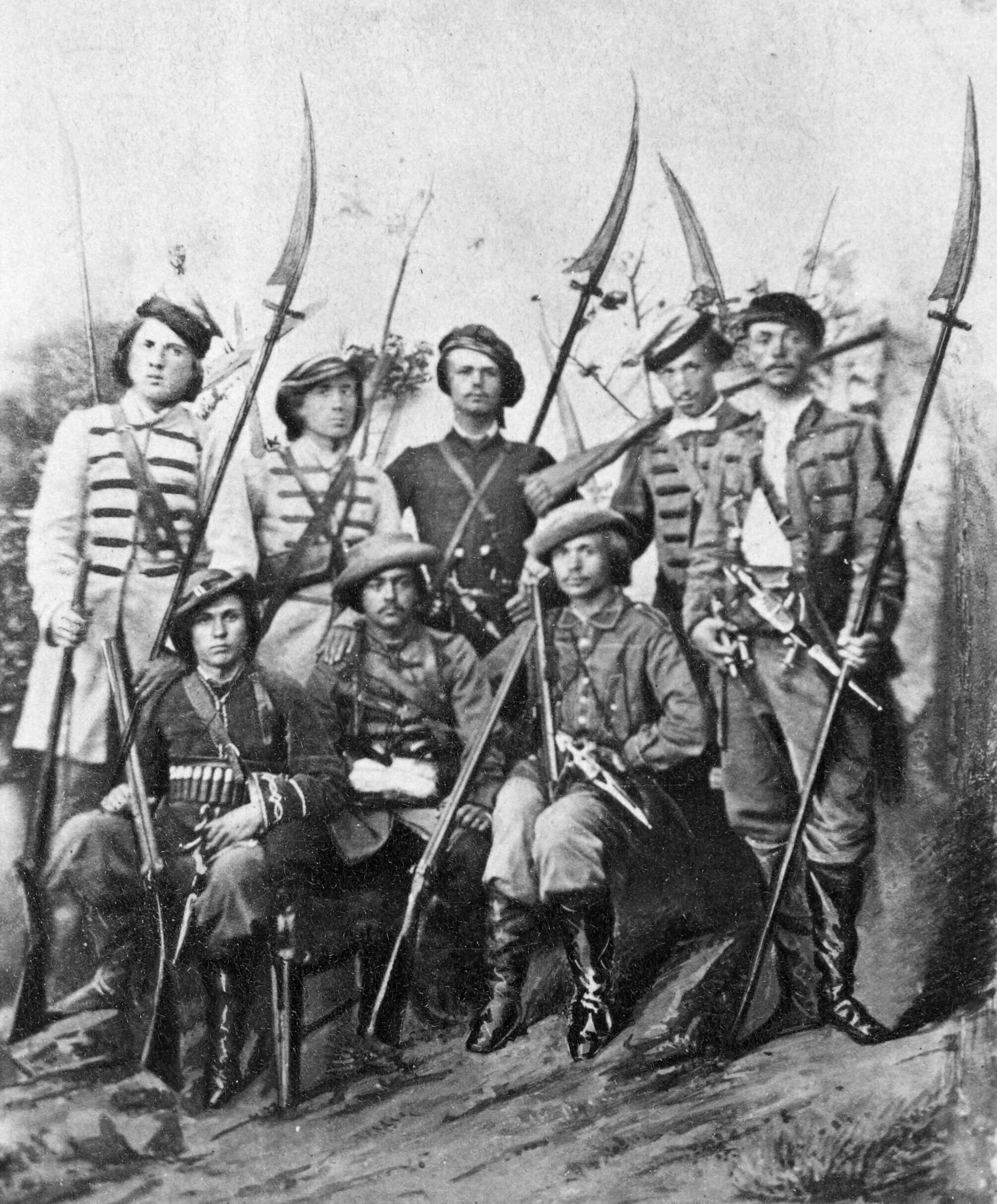
Mit Kriegssensen bewaffnete polnische Kämpfer 1863
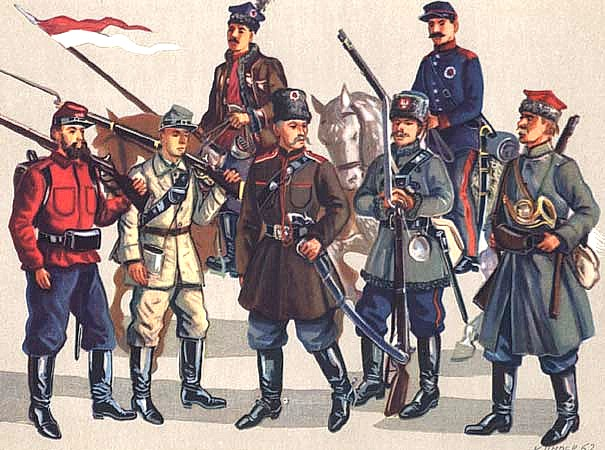
Polnische Kämpfer im Jahr 1863
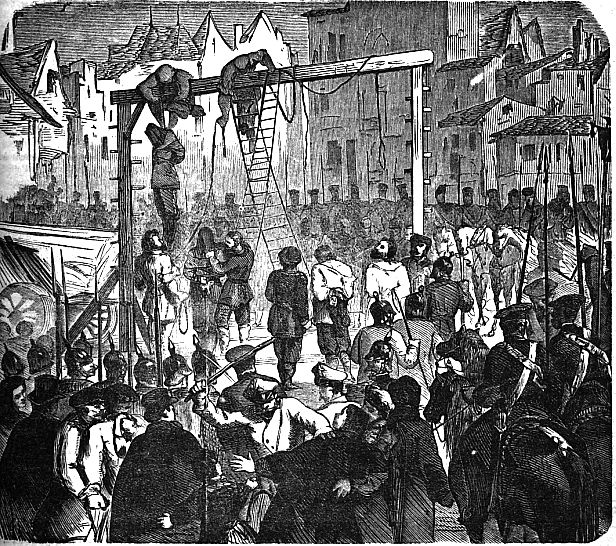
Hinrichtung polnischer Aufständischer durch die Russen[17] in Warschau (L'Ouvrier : journal hebdomadaire illustré)
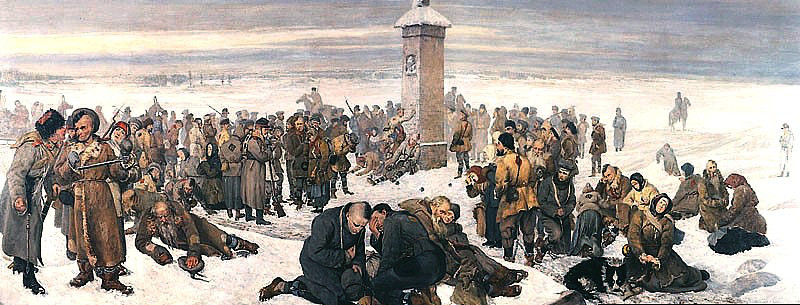
„Abschied von Europa“ 1863 (der Künstler Aleksander Sochaczewski befindet sich unter den Exilierten, rechts nahe dem Obelisk)
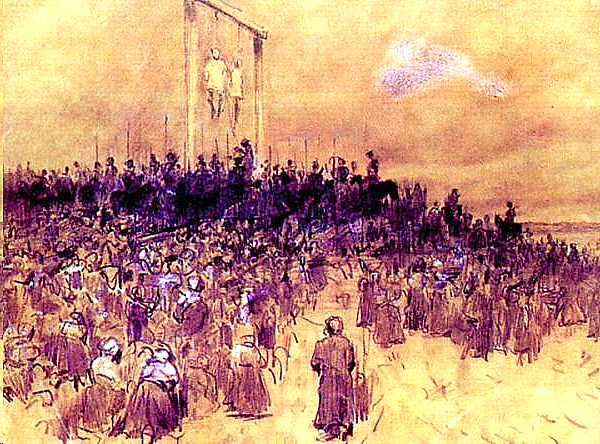
Hinrichtung polnischer Aufständischer durch die Russen[17] in Šiauliai (Zeichnung von Stanisław Witkiewicz)
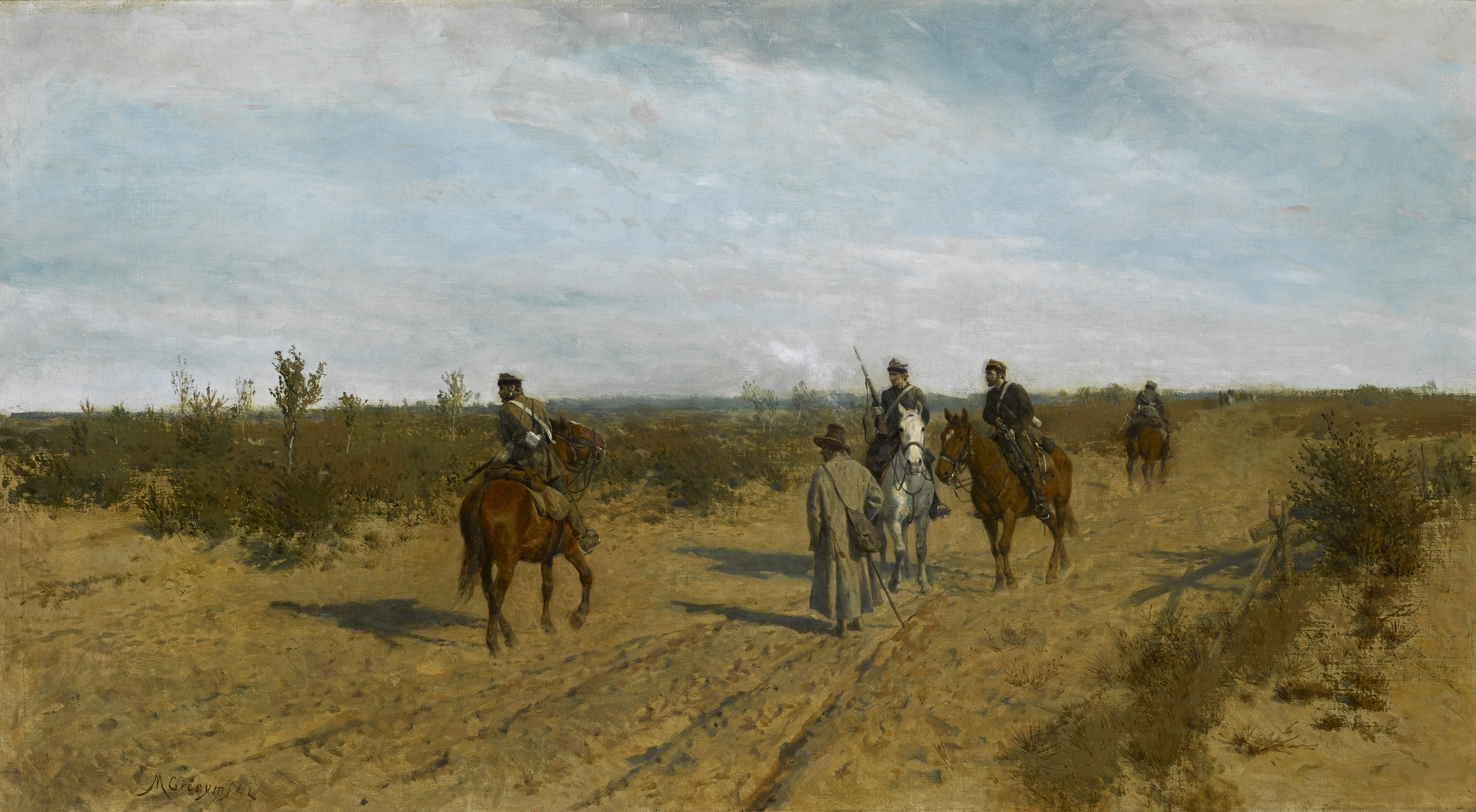
„Patrol powstańczy“ (von Maksymilian Gierymski)
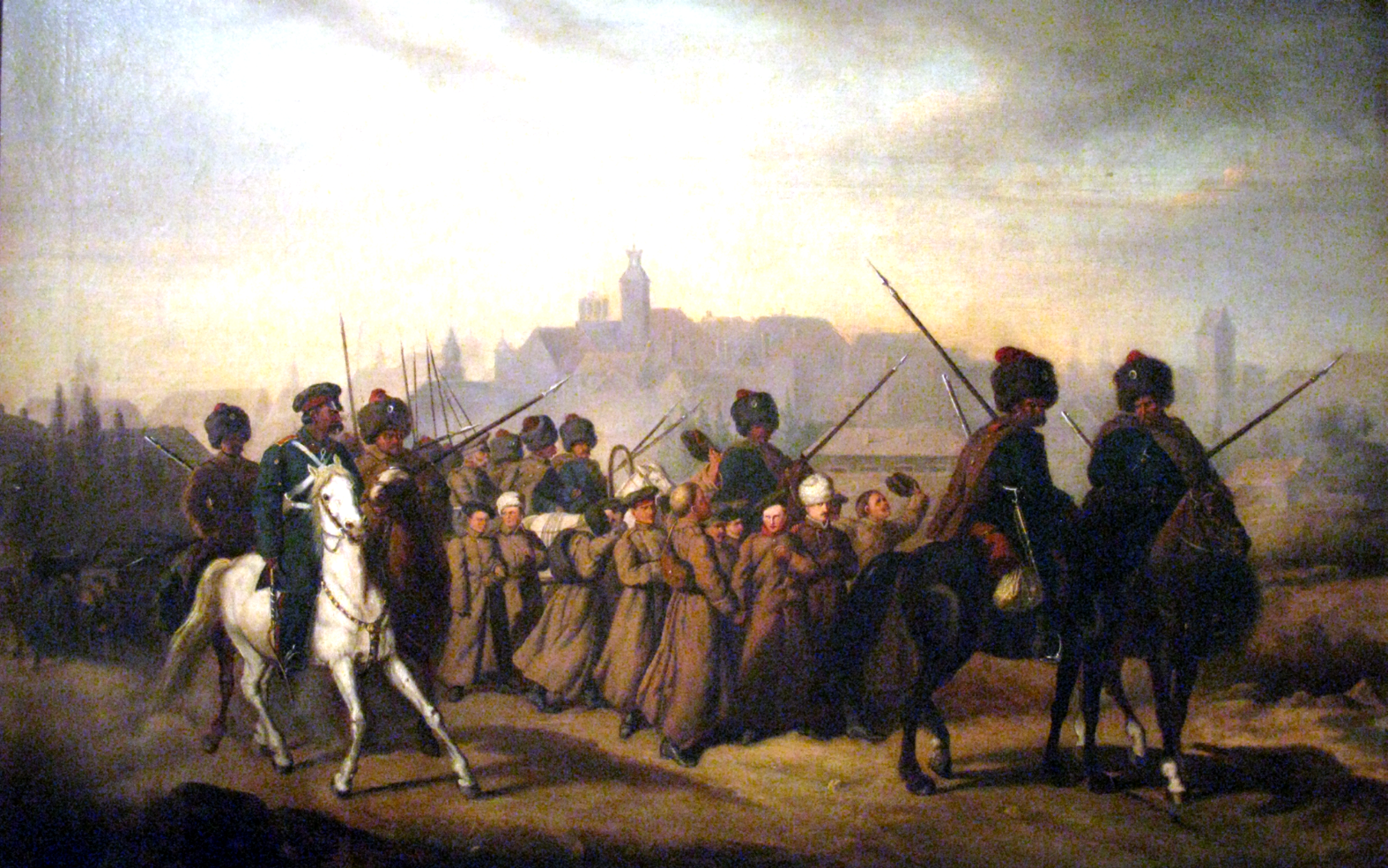
„Branka“ (Einberufung von jungen Polen in das russisch-kaiserliche Heer 1863. Gemälde von Aleksander Sochaczewski)